# Parafia Matki Bożej Królowej Polski i św. Jana Kantego w Sandomierzu

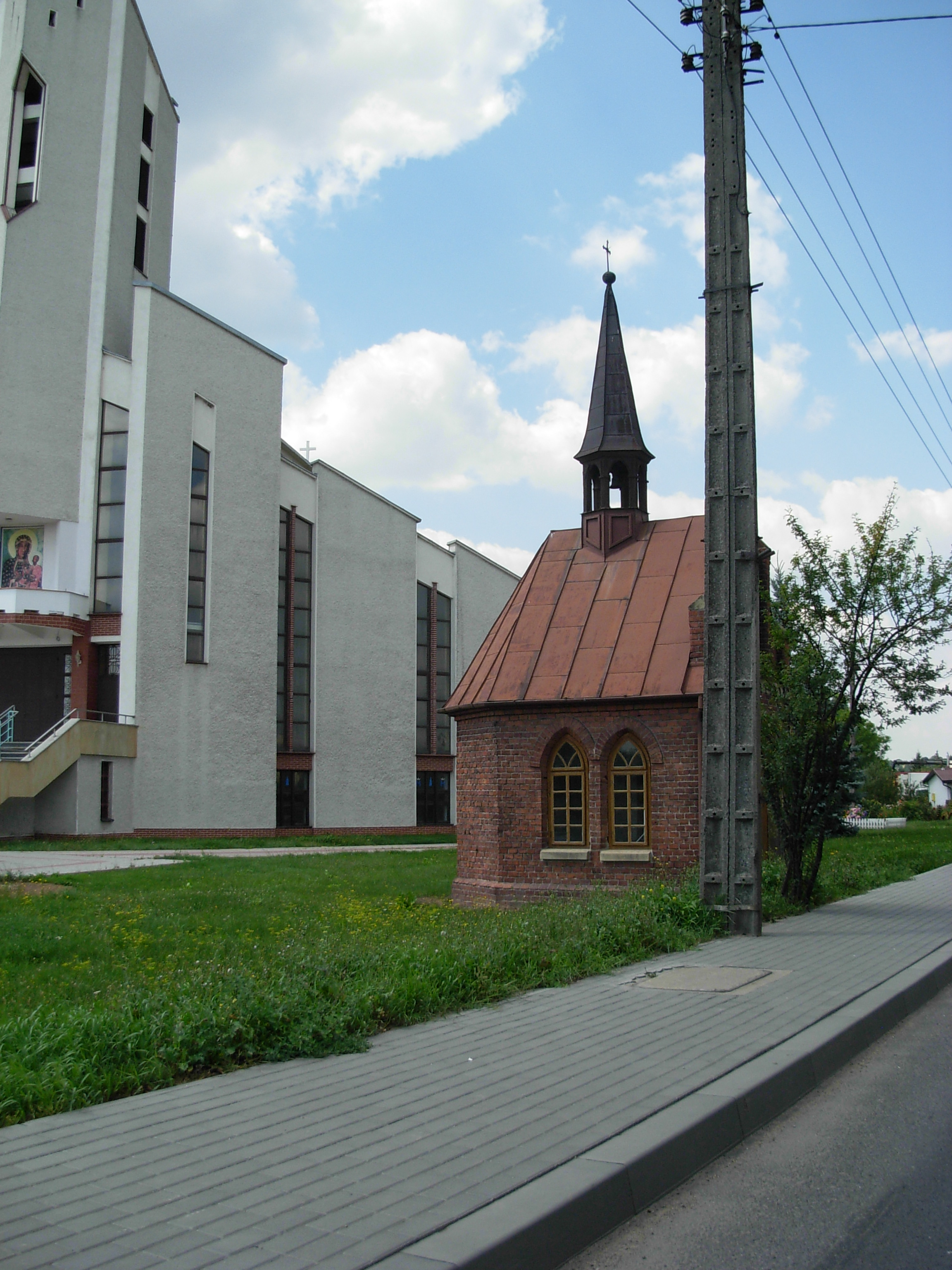
Kapliczka Gutowskich

Parafia pw. Matki Bożej Królowej Polski i św. Jana Kantego w Sandomierzu – parafia rzymskokatolicka znajdująca się w diecezji sandomierskiej, w dekanacie Sandomierz. Parafia erygowana 17 czerwca 1974 przez biskupa Ignacego Tokarczuka i początkowo należała do dekanatu Tarnobrzeg w diecezji przemyskiej. Wydzielona z obszaru parafii Trześń. Mieści się przy ulicy Lwowskiej. Kościół parafialny pw. Matki Bożej Królowej Polski i św. Jana Kantego w Sandomierzu wybudowany w 1993.

## Proboszczowie
- ks. Jan Młynarczyk (1974-2012)
- ks. Marek Flis (od 2012)